# Зелікін Самарій Маркович
Зелікін Самарій Маркович (нар. 18 березня 1931, с. Верхнє (тепер входить до складу міста Лисичанськ), Луганська область — пом. 23 грудня 2007)  — радянський і російський режисер-документаліст. Заслужений діяч мистецтв Росії (1998). Дійсний член Міжнародної академії телебачення та радіо.

## Життєпис
Закінчив факультет журналістики Харківського університету (1953). 
На Харківській студії телебачення створив фільми:
- «У наших друзів моряків» (1958),
- «Книга дружби» (1959),
- «Слово про Україну» (1961),
- «За законами нашого завтра» (1965),
- «Тореадори з Васюківки»,
- «Живе людина на околиці» (1966),
- «Революція продовжується» (1967),
- «Шинов та інші» (1967).

Згодом переїхав до Москви.
Створив близько 70 документальних фільмів, лауреат низки міжнародних фестивалів. Його стрічки — «Труды и дни Терентия Мальцева», «Семейный круг», «Эвакуация», «Человек меняет кожу» — взірці теледокументалістики. Фахівці називають Самарія Зелікіна класиком радянського документального кіно.

## Відзнаки
- Приз «Орльонок» ЦК ВЛКСМ за фільм «Фотографія на пам'ять»
- Лауреат премії Ленінського комсомолу (1978) за фільм «Звичайний космос»
- Заслужений діяч мистецтв Росії (1998)